# Річенгаузен
Річенгаузен (нім. Ritschenhausen) — громада в Німеччині, розташована в землі Тюрингія. Входить до складу району Шмалькальден-Майнінген. Складова частина об'єднання громад Дольмар-Зальцбрюкке.
Площа — 7,45 км2. Населення становить 329 ос. (станом на 31 грудня 2021).